# Zonocopris machadoi
Zonocopris machadoi là một loài bọ cánh cứng trong họ Bọ hung (Scarabaeidae).